# Église Saint-Egidien

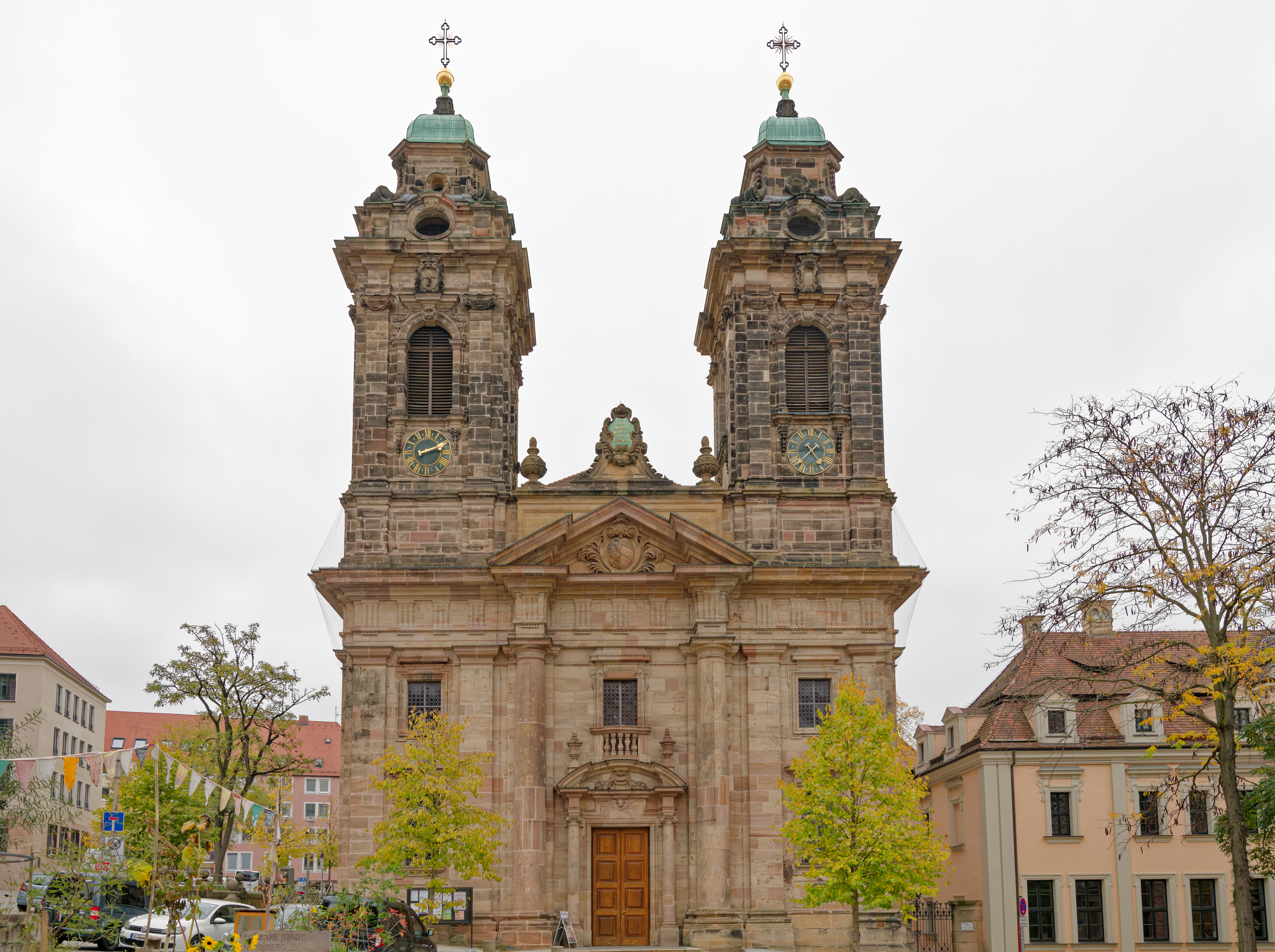
Egidienkirche dans la vieille ville de Sebald à Nuremberg

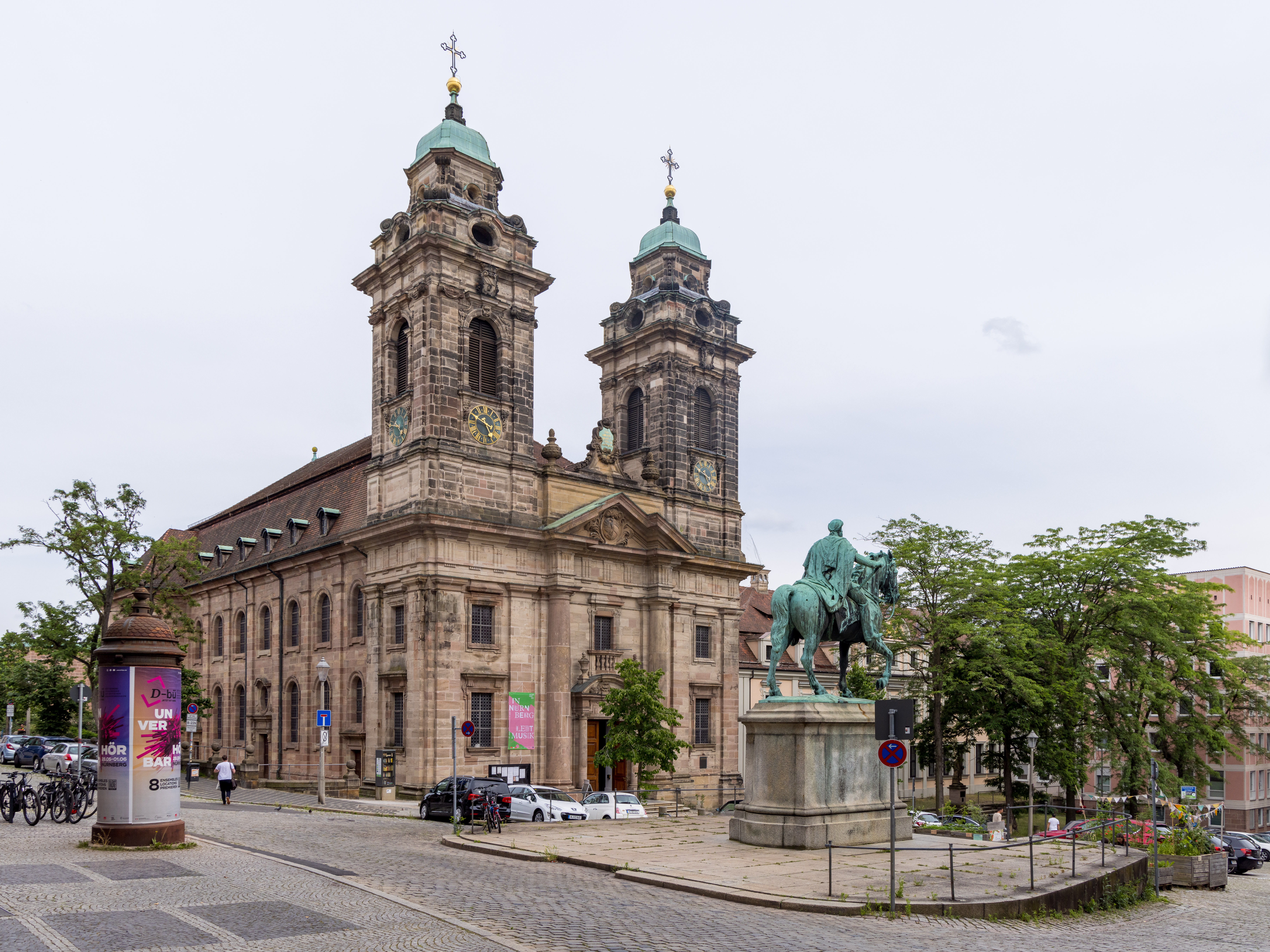
L'Egidienkirche

L'église évangélique luthérienne Saint-Égide (Sankt Egidien) donnant sur l'Egidienplatz est une église de la vieille ville de Nuremberg dans le quartier de Sebald. C'est le plus ancien site d'église et la seule église baroque de Nuremberg. Elle est dédiée à saint Égide (ou saint Gilles, Ægidius).

## Histoire de la construction

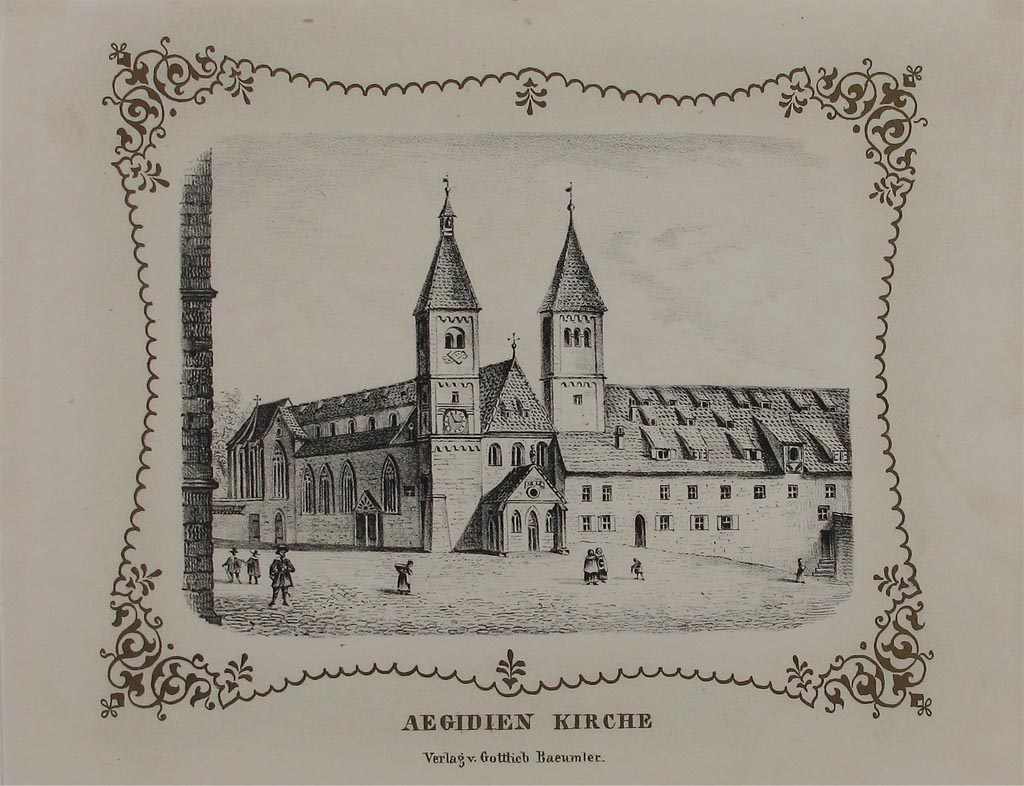
L'Egidienkirche et l'ancien bâtiment monastique du XVIe siècle, reconstruction par Gottlieb Bäumler (1846).

Le bâtiment précédent de l'église baroque actuelle était une église  médiévale, construite au début du XIIe siècle. L'église du monastère remontait au Schottenkloster St. Egidien fondé à Ratisbonne, qui fut dissous en 1525. Les moines sont chassés par la Réforme et l'église passe au culte luthérien. Cette église était à l'origine une basilique romane à trois nefs et se retrouve probablement dans certaines parties de la chapelle eucharistique actuelle, qui n'a été voûtée qu'après 1200.
Au XIXe siècle, le monastère et l'église sont massivement reconstruits ; entre autres, la nef de l'église a été voûtée et un long chœur gothique est étendu vers l'est.

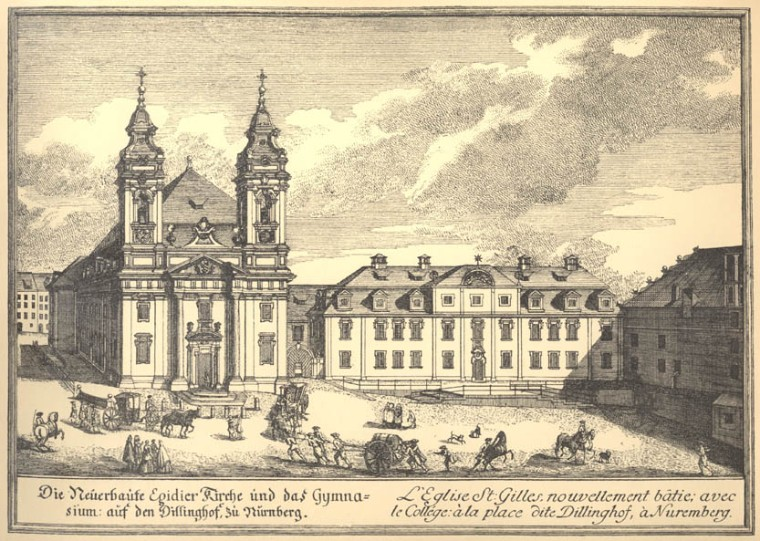
Egidienkirche, vers 1711

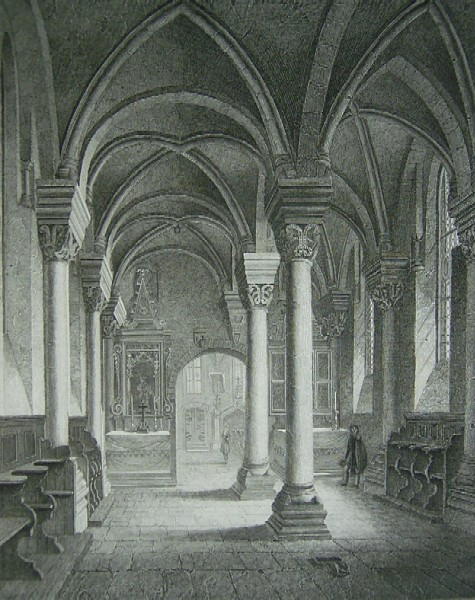
Chapelle Saint-Eucharius du XIIIe. À l'intérieur, vers 1860.

Du 6 au 7 juillet 1696, un incendie détruisit presque entièrement le monastère et l'église, utilisée comme église de prédication depuis la Réforme. La chapelle Saint-Eucharius (Saint-Euchaire) du XIIIe siècle, la chapelle Tetzel du XIVe siècle et la chapelle Saint-Wolfgang du XVe siècle sont conservées d'avant l'incendie. Le tombeau Landau d'Adam Kraft et les boucliers mortuaires typiques des églises patriciennes de Nuremberg valent le détour, ici à la mémoire des défunts de la famille patricienne Tetzel von Kirchensittenbach.

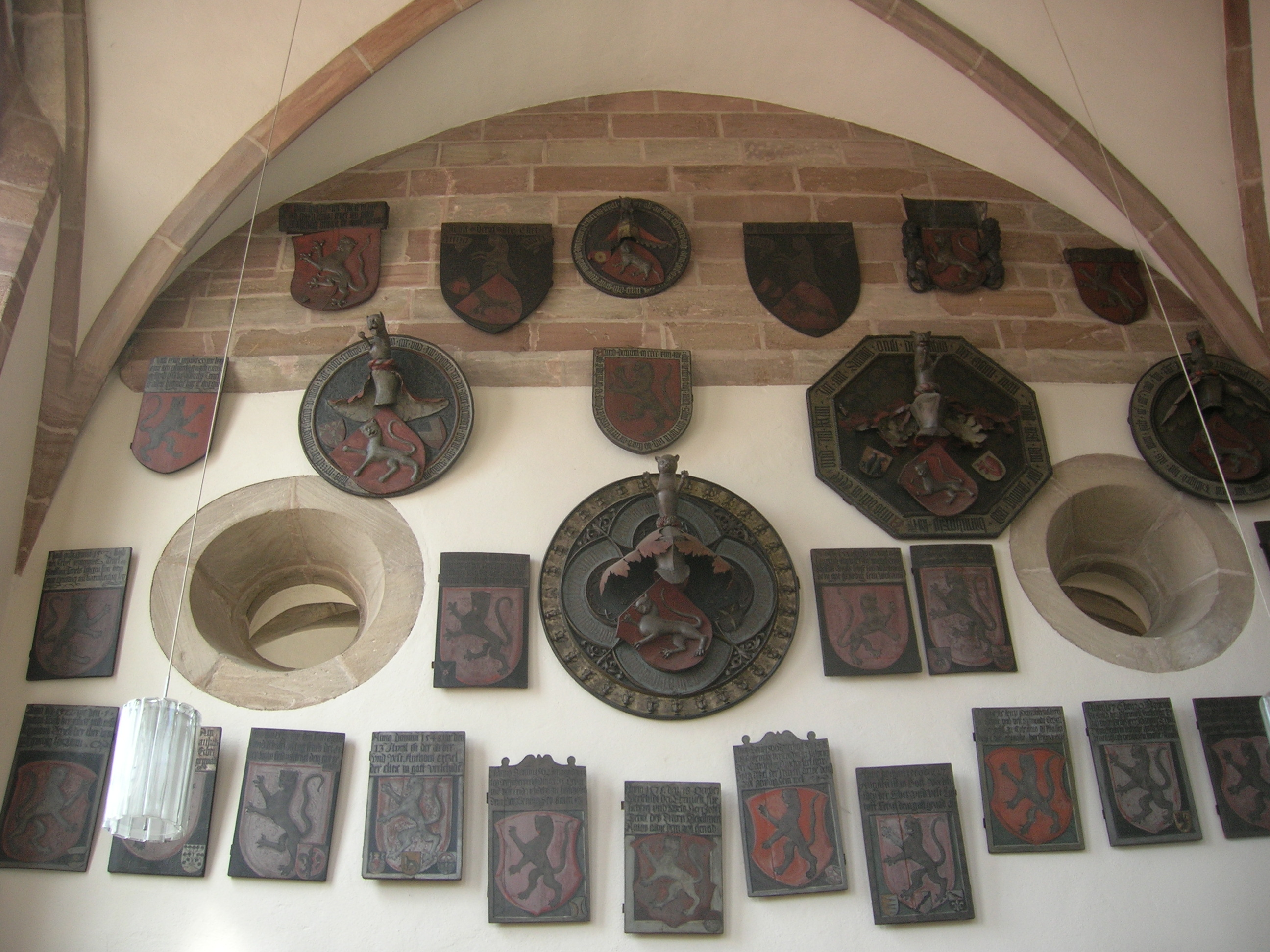
Boucliers mortuaires de Tetzel

### Bâtiment baroque
Des années 1711 (la pose de la première pierre eut lieu le 14 octobre) à 1718 (ré-inauguration le 4 septembre 1718) une église baroque est reconstruite sur les vestiges de l'édifice précédent. Les constructeurs en étaient Johann et Gottlieb Trost. C'était le plus grand projet de construction urbaine de Nuremberg au XVIIIe siècle. Les œuvres en stuc sont de Donato Polli, né dans le sud de la Suisse et formé à Milan. Les fresques, de qualité différente, ont été peintes par Daniel Preisler et Johann Martin Schuster . Le mobilier est classique et corinthien. De nombreuses armoiries des familles du patriciat de Nuremberg sont encadrées de stuc. Le principal financier de la reconstruction était Christoph Wilhelm II Tucher von Simmelsdorf (1683-1752) .
En 1810, l'Egidienkirche est entièrement rénovée à l'intérieur et à l'extérieur en 1928-1934 et 1937-1938. Pendant le grand bombardement aérien de janvier 1945, la nef principale, la croisée, les transepts et le chœur sont entièrement détruits, les toits mansardés s'effondrent et les murs extérieurs sont endommagés .

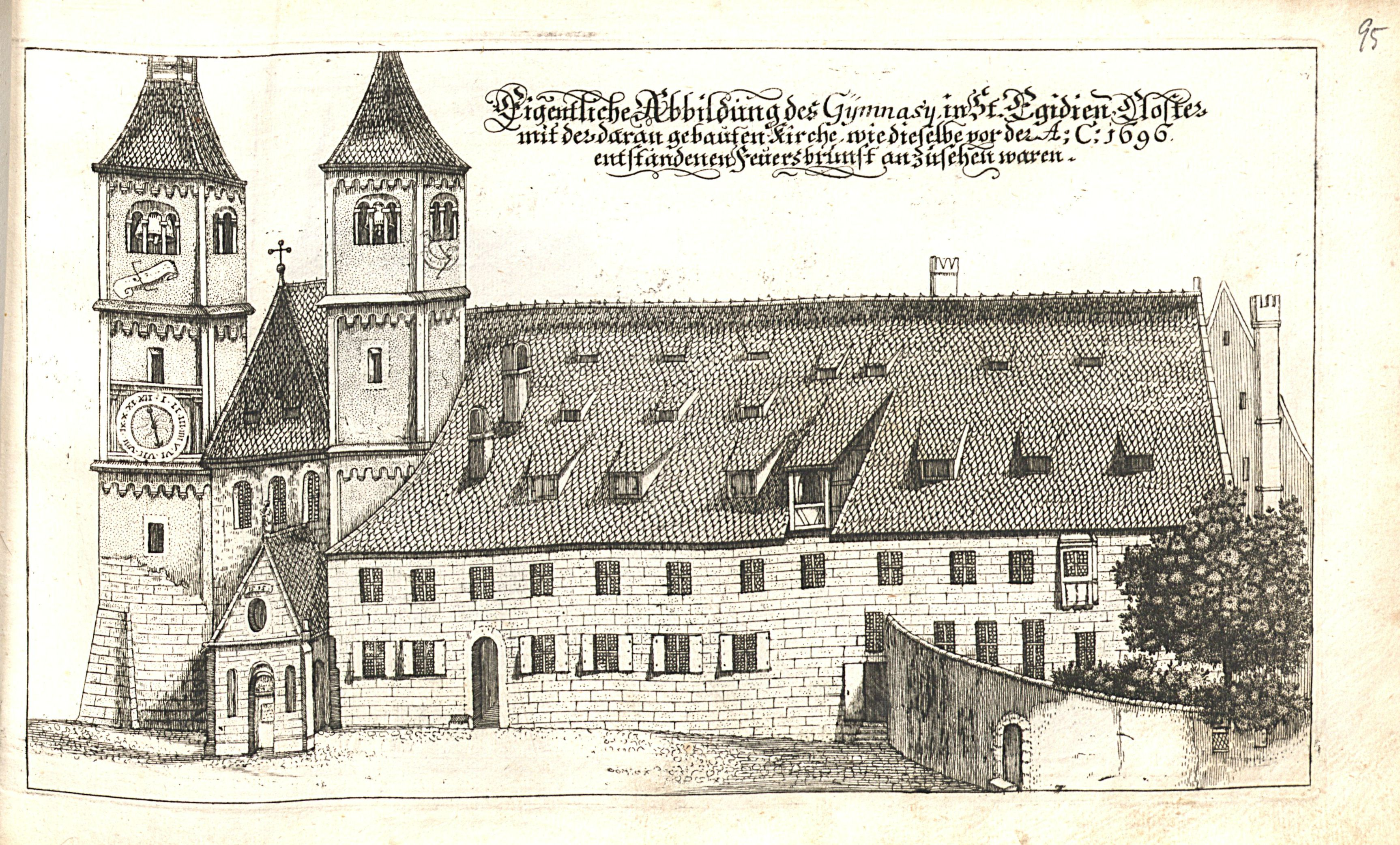
L'église romane en 1709.
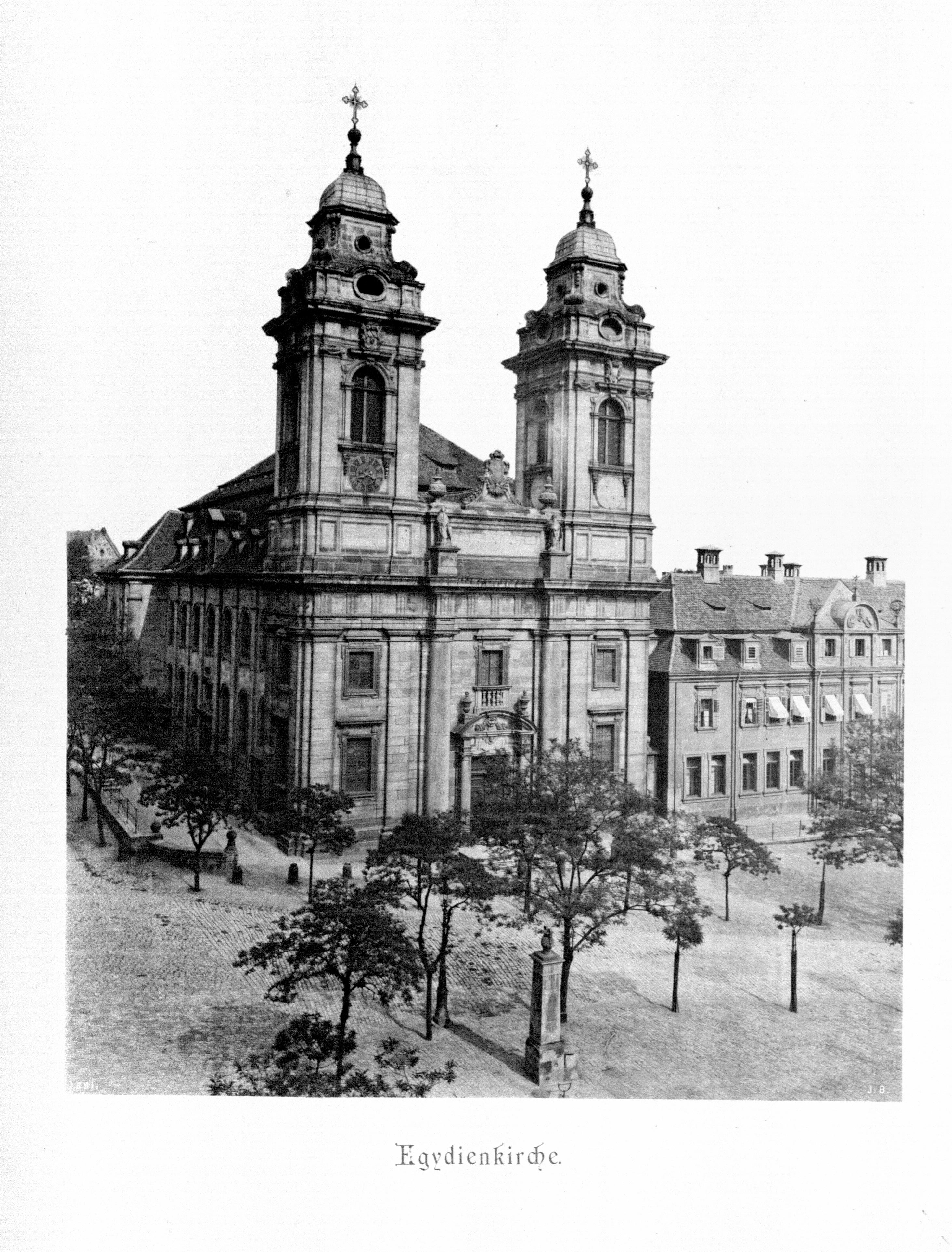
Vue en 1891.
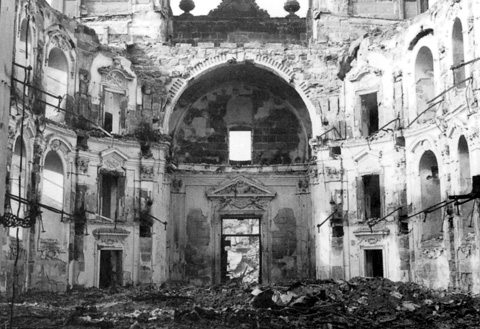
Vue en avril 1945.
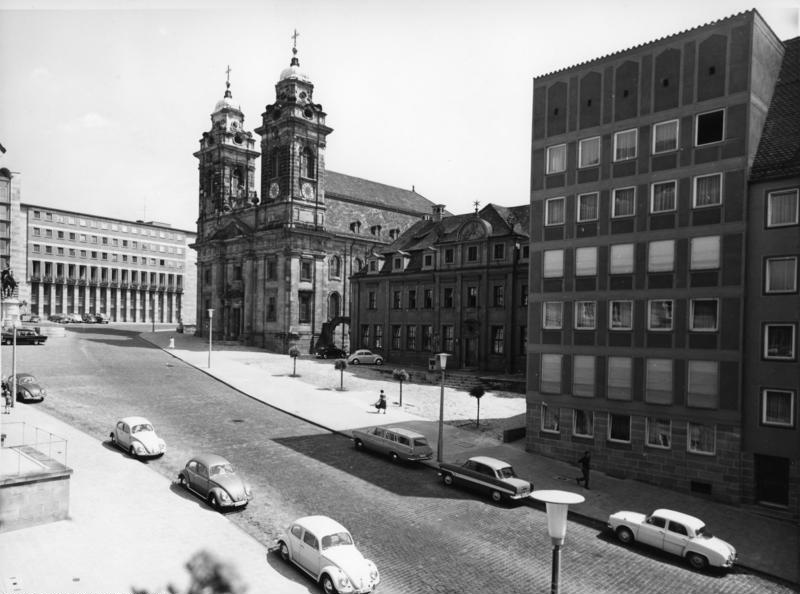
Vue en 1961.

### Reconstruction

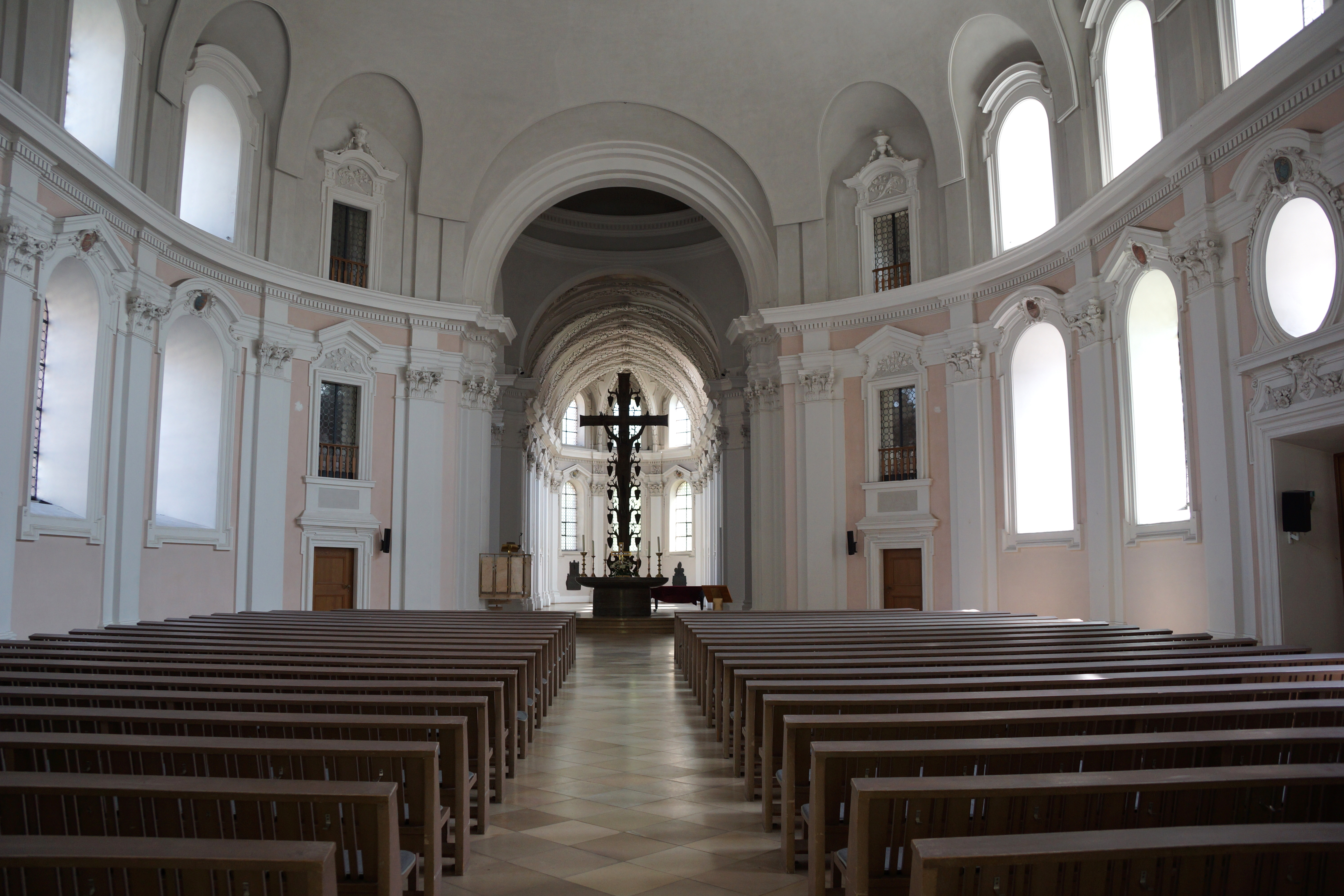
Vue à travers l'église jusqu'au chœur.

En tant que seul édifice sacré baroque de Nuremberg, il était certain que l'église détruite devait être reconstruite. C'est une préoccupation que la paroisse luthérienne de Saint-Égide, qui s'est progressivement à nouveau agrandie après 1945, a vigoureusement poursuivie. Dans la première phase de construction, la chapelle Saint-Eucharius et Tetzel a été restaurée de 1946 à 1952 et les précieuses verrières qui avaient été enlevées par sécurité pendant la guerre ont été réinstallées. La chapelle Saint-Wolfgang, menacée de délabrement, a reçu un toit. L'architecte Rudolf Göschel fut chargé de restaurer la nef, où le stuc de Polli avait été conservé sur les murs ; La planification a commencé en 1947, les travaux de reconstruction en 1955. En mars 1957, la consécration de l'église peut être célébrée. L'ancien décor en stuc a été conservé, l'ancienne voûte en stuc brisé de la nef centrale avec sa fresque centrale a été remplacée par une nouvelle voûte en lancette surmontée d'une seconde voûte. Les tours fortement endommagées - la tour sud menaçait de s'effondrer en 1951 - ont dû être renouvelées sur plusieurs années avec leurs boutons de tour arrachés.
Le 8 mars 1959, l'église a été rendue à son utilisation prévue .

## Mobilier
La nouvelle installation a été conçue pour être simple et dans un style non historiciste ; l'autel a été déplacé de l'extrémité du chœur à la croisée .

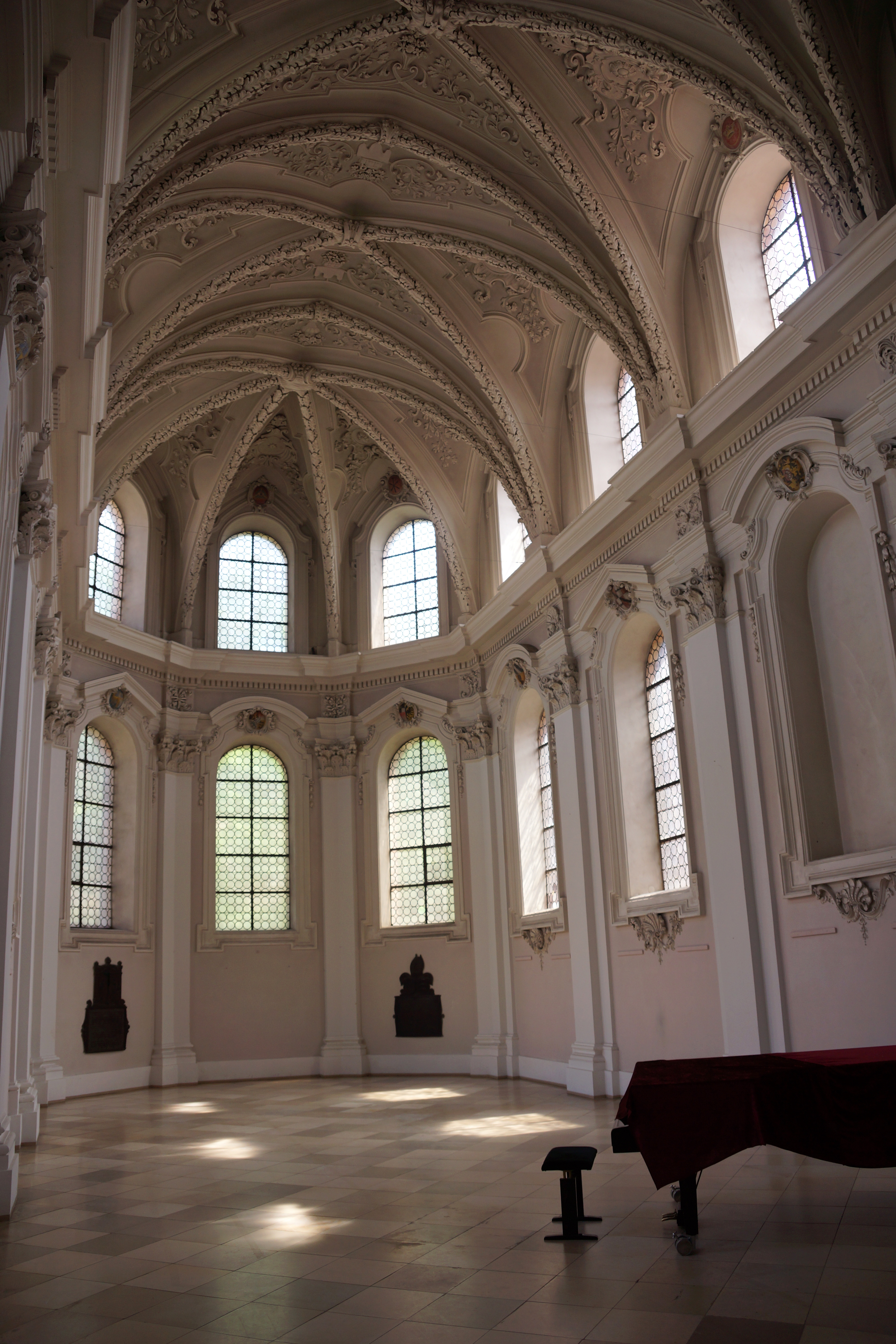
Chœur.
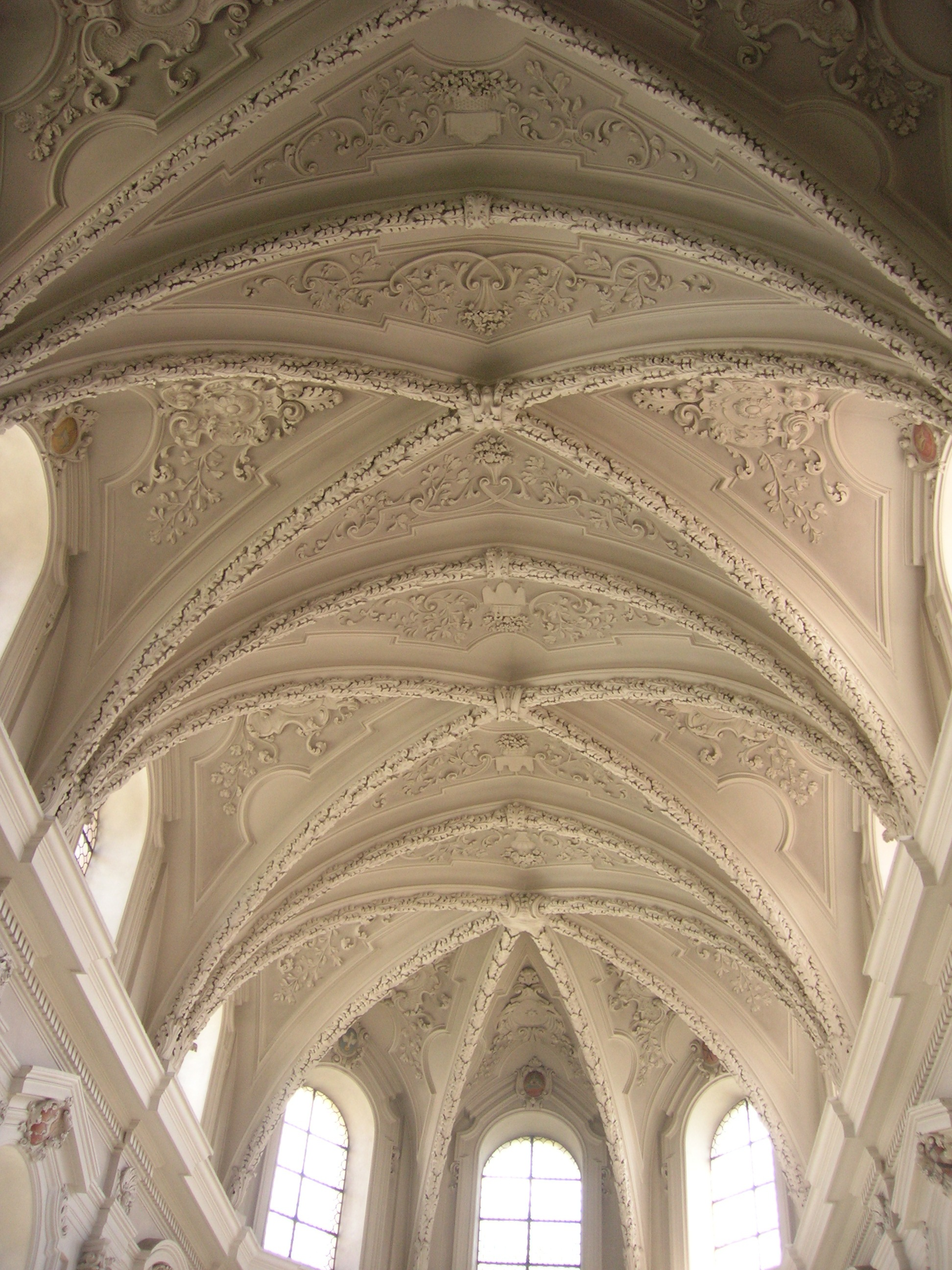
Plafond en stuc dans le chœur.
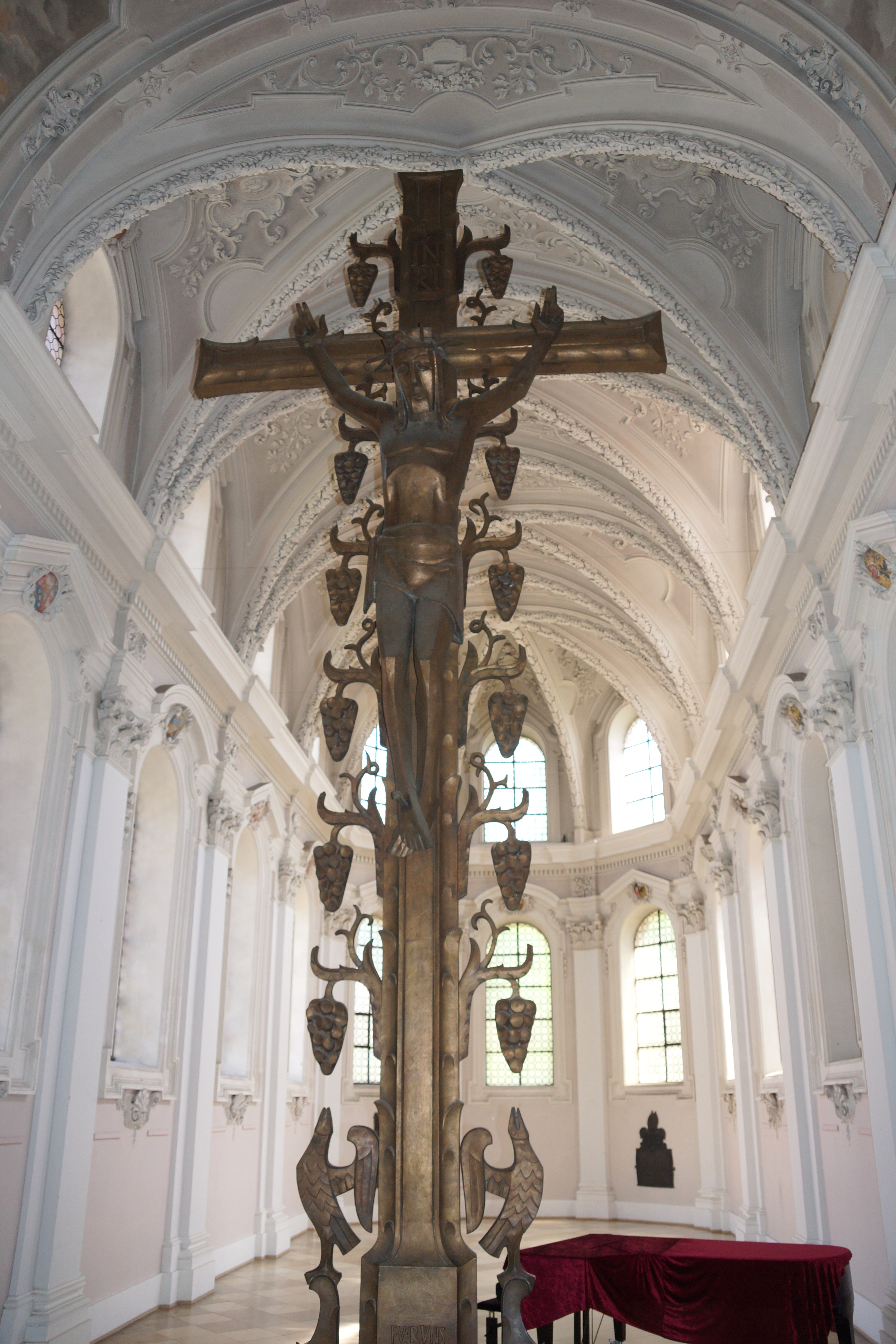
Grande croix d'autel.

### Orgue

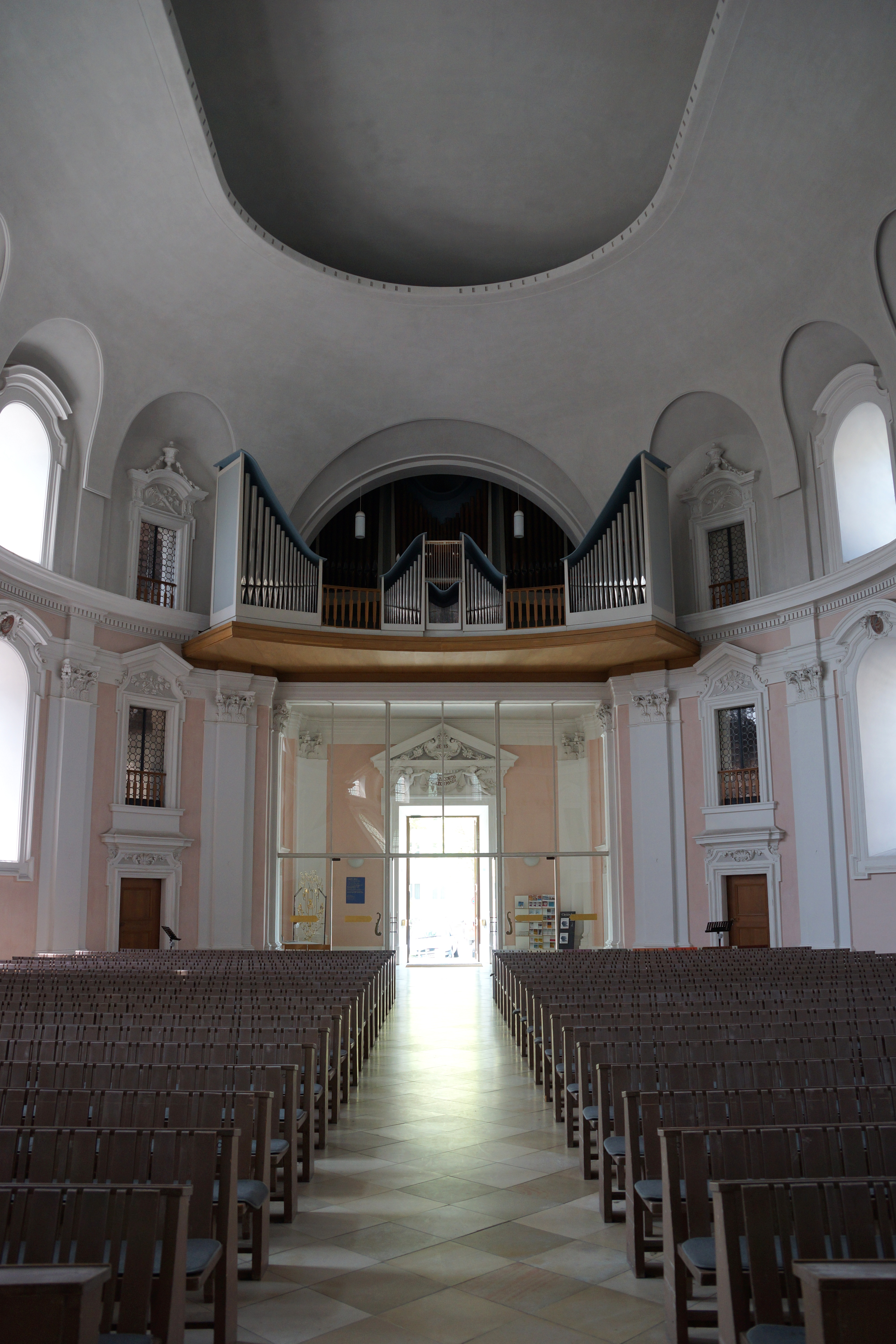
Vue de l'orgue principal

L'histoire des orgues de Saint-Égide remonte à l'année 1460. L'orgue principal actuel a été construit en 1963 par la société de factures d' orgues Rieger Orgelbau. L'instrument a 43 registres sur trois claviers manuels et un pédalier .

## Église culturelle
En tant qu'« église culturelle », Saint-Égide propose en plus des cérémonies cultuelles luthériennes  diverses formes d'événements culturels. Des expositions d'art contemporain et des productions spéciales de musique baroque et moderne ont lieu régulièrement. En 2015, les sculptures de Dietrich Klinge ont été présentées dans le cadre d'une double exposition « Et et aussi » à Sankt Egidien et Sankt Sebald en coopération avec la Bode Galerie &amp; Edition . Dans le contexte de la pandémie de COVID-19, les deux clubs de Nuremberg Die Rakete et Haus 33 ont diffusé des performances en direct depuis la chapelle Saint-Eucharius sous la devise en langue anglaise Church goes Clubbing: Dance into Life pendant la veillée pascale 2020. Selon le pasteur, la paroisse a voulu montrer sa solidarité avec la scène culturelle au moyen d'une cloche virtuelle.

## liens web
- (de) Page d'accueil de l'Egidienkirche (Flash)
- (de) Concerts à l'Egidienkirche

## Source de traduction
- (de) Cet article est partiellement ou en totalité issu de l’article de Wikipédia en allemand intitulé « St. Egidien (Nürnberg) » (voir la liste des auteurs).